# Введенье (Ивановская область)

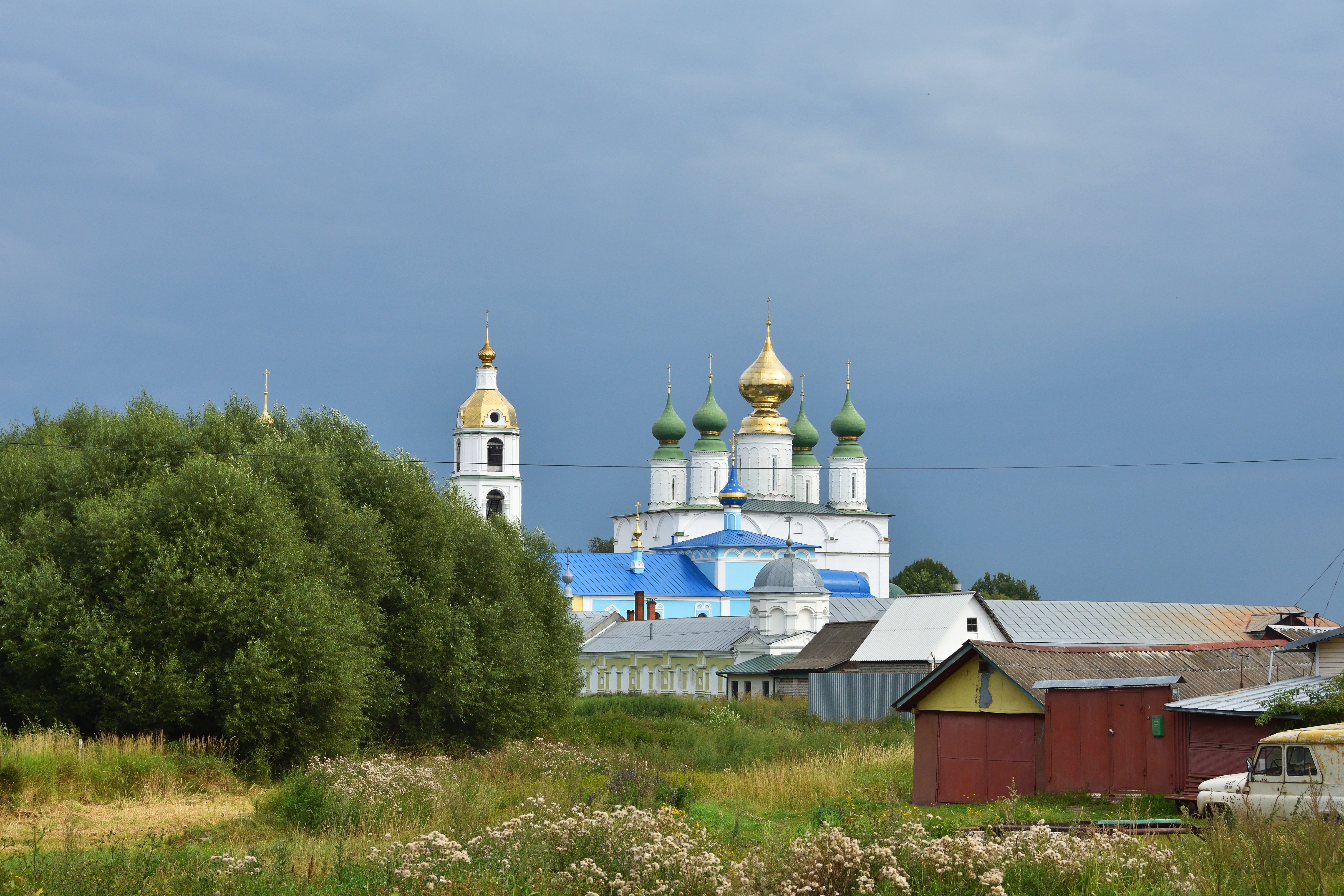
Вид на Николо-Шартомский монастырь

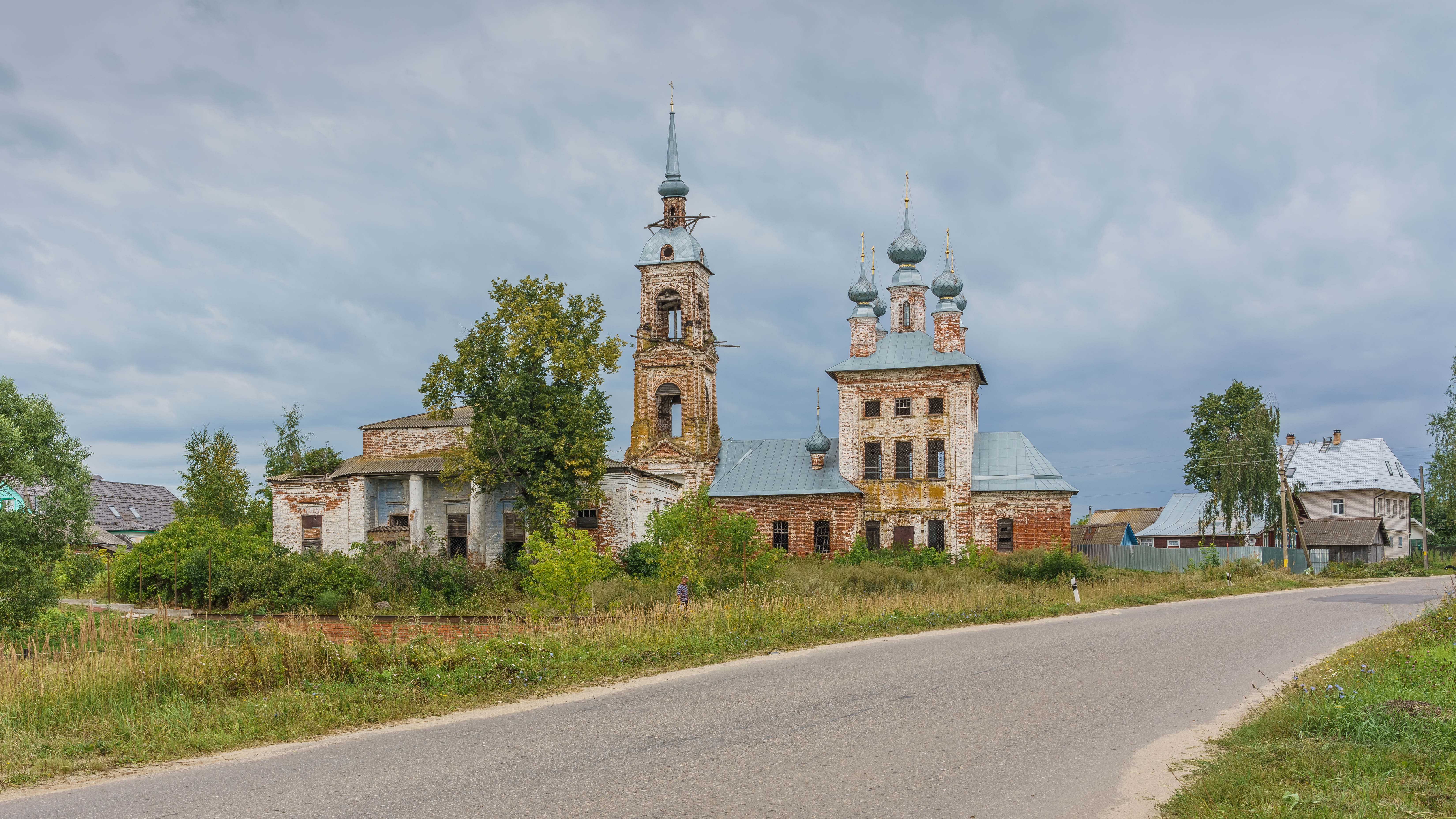
Ныне заброшенный храмовый ансамбль в центре села

Введе́нье (также Введеньё) — село в Шуйском районе Ивановской области России. Административный центр Введенского сельского поселения.

## География
Село Введенье находится в 10 км к северо-западу от города Шуи и в 32 км от областного центра города Иваново. Связь с районным центром осуществляется по автомобильным дорогам регионального значения Шуя — Котюрево — Реньково и Шуя — Введенье — Горицы. Через село протекает река Молохта.

## История
История села непосредственно связана с Николо-Шартомским мужским монастырём. Точная дата основания монастыря не известна, но предполагают, что это произошло в XIII веке. Первое документальное упоминание о монастыре содержится в духовной грамоте 1425 года, подписанной архимандритом Шартомского монастыря Кононом, в которой удельная княгиня Мария (в монашестве Марина) передаёт во владение некоторые свои земли суздальскому Спасо-Евфимиеву монастырю.
В 1619 году село с обителью были разорены польско-литовскими интервентами.
В конце XIX — начале XX века село Введенское входило в состав Пупкинской волости Шуйского уезда Владимирской губернии, село Пупки на левом берегу реки Молохты являлось центром волости. В 1859 году во Введенском числилось 64 двора, в Пупках — 48 дворов и 318 жителей , в 1905 году в селе Введенском было 65 дворов, в селе Пупки — 63 двора и 323 жителей.
В 1930 году организован колхоз «Искра».

## Население
| 1859 | 1905 |
| ---- | ---- |
| 300  | 328  |

| 1859 | 1905 | 2010 |
| ---- | ---- | ---- |
| 300  | ↗328 | ↗521 |

## Инфраструктура
Общая протяжённость улиц и дорог в селе — 3,55 км. Централизованная система водоснабжения. Работы по газификации планируется закончить в 2015 году. Имеется библиотека.

## Экономика
Текстильная фабрика ООО «Введенье», сельскохозяйственное предприятие ООО «Шахма».

## Достопримечательности
- Храмовый комплекс Николо-Шартомский монастырь (собор святителя Николая Чудотворца, церковь Спаса Преображения, церковь Казанской иконы Божией Матери);
- Ансамбль Введенской церкви;
- Богословская церковь;
- Пятницкая церковь.